# Depositum
Depositum (łac.: „przechowanie”) kontrakt przechowania – w prawie rzymskim – kontrakt realny, dwustronnie zobowiązujący niezupełny, zawierany poprzez wręczenie przez deponenta (przechowującego) rzeczy ruchomej oznaczonej indywidualnie depozytariuszowi (przechowawcy) w celu jej bezpłatnego przechowania, z obowiązkiem zwrotu na każde żądanie deponenta.

## Rodowód depozytu
Depozyt wywodził się z kontraktu powiernictwa, w którym w celu przechowania rzeczy przenoszono ich własność – poprzez mancypację lub in iure cessio – na przechowawcę. Taka konstrukcja stwarzała jednak pewne problemy:
- Przechowawca stawał się właścicielem przechowywanej rzeczy i mógł ją skutecznie sprzedać osobie trzeciej, uniemożliwiając przechowującemu jej odzyskanie.
- Powiernictwo wymagało dla swej ważności, bardzo sformalizowanych czynności prawnych oraz obecności urzędnika bądź świadków, na czym niekoniecznie mogło zależeć stronom.
- Deponent musiał być właścicielem rzeczy oddawanej na przechowanie, co wykluczało możliwość oddania rzeczy będącej tylko w posiadaniu czy też, na której deponent miał inne niż własność władztwo oraz wykluczało możliwość oddawanie rzeczy na przechowanie przez osoby alieni iuris.

Depozyt był już tych wad pozbawiony.

## Treść umowy przechowania
Umowę zawierano poprzez wręczenie rzeczy depozytariuszowi przez deponenta. Depozytariusz stawał się zaledwie dzierżycielem (a nie właścicielem jak w fiducji) rzeczy, dzięki czemu deponent mógł nadal rozporządzać rzeczą interdyktami posesoryjnymi. Przechowywana rzecz nie musiała być własnością deponenta.
Podstawowym obowiązkiem depozytariusza było przechowanie rzeczy. Miał on również obowiązek zwrócić rzecz wraz z ewentualnymi pożytkami na każde żądanie deponenta, nawet jeżeli umówiono by się, iż rzecz będzie przechowywana przez ściśle określony czas.
W prawie rzymskim depozyt był umową bezpłatną, w związku z czym depozytariusz odpowiadał jedynie za działanie podstępne (dolus) oraz rażące niedbalstwo (culpa lata) ale już nie za lekką winę (culpa levis).
Depozytariusz nie miał prawa przywłaszczyć sobie rzeczy – byłaby to kradzież rzeczy (furtum rei) – ani rzeczy używać – byłaby to kradzież używania (furtum usus). W obu przypadkach jako złodziej (fur) odpowiadałby za przypadkową utratę rzeczy (casus).
Deponent miał obowiązek zwrócić wszelkie nakłady i wydatki poczynione przez przechowawcę na przechowywaną rzecz. Deponent obowiązany był również wynagrodzić wszelkie szkody i straty poniesione przez depozytariusza w związku z przechowywaniem rzeczy (np. koszty leczenia zwierząt zarażonych przez chore zwierzę deponenta).

## Szczególne rodzaje depozytu
Ponadto prawo rzymskie znało trzy szczególne rodzaje depozytu:
- depositum necessarium – depozyt konieczny,
- depositum sequestre – depozyt sekwestrowy oraz
- depositum irregulare – depozyt nieprawidłowy

### Depositum necessarium
W depozyt konieczny oddawano rzeczy z powodu wystąpienia siły wyższej (np. powodzi, pożaru). Znalazłszy się w sytuacji przymusowej, deponent oddawał rzeczy przypadkowej osobie, nie badając czy jest ona godną zaufania. W związku z tym deponent mógł się domagać – gdy nieuczciwy depozytariusz nie chciał rzeczy zwrócić – podwójnej wartości rzeczy (duplum). Była to swego rodzaju kara dla przechowawcy wykorzystującego przymusowe położenie deponenta.

### Depositum sequestre
W sytuacji, gdy kilka osób toczyło spór o rzecz (res litigiosa), mogli oni ją zdeponować u osoby trzeciej (sekwestra) w depozyt sekwestrowy. Depozytariusz sekwestrowy miał obowiązek zwrócić rzecz osobie, która spór wygrała. Taki depozyt różnił się od zwykłego również tym, że depozytariusz miał rzecz w posiadaniu (posessio) a nie w dzierżeniu (detentio) i samodzielnie korzystał z ochrony posesoryjnej.

### Depositum irregulare
W wywodzącym się z prawa starożytnej Grecji, depozycie nieprawidłowym deponent składał na przechowanie rzeczy oznaczone gatunkowo tj. zamienne (np. pieniądze, zboże), z możliwością używania ich przez depozytariusza. Rzeczy te stawały się wówczas własnością przechowawcy i był on zobowiązany zwrócić odpowiednią ilość takich samych rzeczy (tego samego gatunku) – a nie tych samych rzeczy.
Upodabniało to depozyt nieprawidłowy do pożyczki. Różniły się one jednak następującymi cechami:
- pożyczka dochodziła do skutku w interesie pożyczkobiorcy, zaś depozyt nieprawidłowy w interesie deponenta;
- depozyt był kontraktem dwustronnie zobowiązującym – pożyczka kontraktem jednostronnie zobowiązującym;
- pożyczka należała do kontraktów stricti iuris – depozyt nieprawidłowy do kontraktów bonae fidei;
- odsetki w pożyczce ustalano osobną stypulacją – w depozycie nieprawidłowym zwykłą umową (pactum).

## Ochrona roszczeń

### Actio depositi (directa)
Deponentowi przysługiwało przeciw depozytariuszowi powództwo o zwrot rzeczy – actio depositi, znana również jako actio depositi directa. Powództwo to było skargą cywilną infamizującą, tj. powodującą infamię zasądzonego depozytariusza. Należało do actiones in personam.

### Actio depositi contraria
Roszczenia depozytariusza chronione były powództwem actio depositi contraria. Powództwo to – tak jak actio depositi – było skargą cywilną in personam.